# Championnat de Tunisie masculin de handball 1980-1981
Navigation
Saison précédente Saison suivante
La saison 1980-1981 du championnat de Tunisie masculin de handball est la 26e édition de la compétition. Le retour à la compétition en poule unique favorise un meilleur niveau des confrontations comme l’atteste la fin de l’invincibilité de l'Espérance sportive de Tunis battue par la Jeunesse sportive kairouanaise (11-12) et par le Club sportif de Hammam Lif (11-27). Ce dernier, grâce notamment à son baroudeur Samir Abassi qui terrorise les défenses et à Moez Khalladi, qu'il s’est octroyé la seconde place devant un nouveau et sérieux compétiteur du handball tunisien, l’Étoile sportive du Sahel, qui a confié son équipe à l’entraîneur Sayed Ayari et renforcé ses rangs des internationaux Hamadi Jemaïel, Mohamed Moatemri et Abdelkrim Miâadi par l’arrivée du gardien international de l’Association sportive des PTT, Habib Yagouta.
Toutefois, l'Espérance sportive de Tunis remporte quand même son dixième doublé championnat-coupe de Tunisie et son onzième championnat consécutif. En revanche, le Club africain est la grande déception de la saison en terminant à la dixième place. Pour sa part, le Sporting Club de Moknine connaît un parcours paradoxal en terminant dernier du championnat tout en disputant la finale de la coupe de Tunisie. Cependant, il est sauvé de la relégation par la décision de porter le nombre de clubs de la division nationale à quatorze.

## Clubs participants
| - Espérance sportive de Tunis - Club africain - Club sportif de Hammam Lif - El Makarem de Mahdia - Sporting Club de Moknine - Association sportive d'Hammamet | - Stade tunisien - Zitouna Sports - Widad athlétique de Montfleury - Étoile sportive du Sahel - Jeunesse sportive kairouanaise - El Baath sportif de Béni Khiar |

## Compétition
Le barème de points servant à établir le classement se décompose ainsi :
- Victoire : 3 points
- Match nul : 2 points
- Défaite : 1 point
- Forfait et match perdu par pénalité : 0 point

### Classement
|    | Équipe                             | Pts | J  | G  | N | P  | Bp  | Bc  | Diff |
| -- | ---------------------------------- | --- | -- | -- | - | -- | --- | --- | ---- |
| 1  | Espérance sportive de Tunis (T, C) | 62  | 22 | 20 | 0 | 2  | 473 | 371 | 102  |
| 2  | Club sportif de Hammam Lif         | 51  | 22 | 14 | 3 | 5  | 484 | 426 | 58   |
| 3  | Étoile sportive du Sahel           | 48  | 22 | 12 | 2 | 8  | 368 | 354 | 14   |
| 4  | Jeunesse sportive kairouanaise     | 44  | 22 | 10 | 2 | 10 | 350 | 357 | -7   |
| 5  | Stade tunisien                     | 43  | 22 | 10 | 1 | 11 | 407 | 386 | 21   |
| 6  | El Makarem de Mahdia               | 43  | 22 | 9  | 3 | 10 | 350 | 351 | -1   |
| 7  | Association sportive d'Hammamet    | 43  | 22 | 9  | 3 | 10 | 437 | 442 | -5   |
| 8  | El Baath sportif de Béni Khiar     | 41  | 22 | 8  | 3 | 11 | 341 | 376 | -35  |
| 9  | Widad athlétique de Montfleury     | 41  | 22 | 8  | 3 | 11 | 380 | 417 | -37  |
| 10 | Club africain                      | 40  | 22 | 9  | 0 | 13 | 420 | 424 | -4   |
| 11 | Zitouna Sports                     | 38  | 22 | 6  | 4 | 12 | 383 | 454 | -71  |
| 12 | Sporting Club de Moknine           | 32  | 22 | 4  | 2 | 16 | 393 | 462 | -69  |

|  | Champion de Tunisie 1980-1981                                                                |
|  | Relégation directe en deuxième division                                                      |
|  | (T) Tenant du titre (C) Vainqueur de la coupe de Tunisie (P) Club promu de deuxième division |

### Division d'honneur
Les deux premiers de la division d’honneur unique, le Club sportif des cheminots et l’Association sportive de l'Ariana, montent en division nationale.

## Champion
- Espérance sportive de Tunis
  - Entraîneur : Habib Touati
  - Effectif : Moncef Besbes, Habib Besbes, Tarek Laâdhari et Mohamed Aziz Masmoudi (GB), Khaled Achour, Mohamed Klaï (alias Lassoued), Fethi Jaafar, Rachid Hafsi, Lotfi Tabbiche, Chokri Belhaj, Mondher Landoulsi, Néjib Glenza, Nabil Boukhris[2], Faouzi Khiari, Lotfi Rebaï[3], Zouahir Khenissi[4], Hassen Ben Ismaïl, Amor Sghaier